# Mostarda
La mostarda è un prodotto culinario diffuso nell'Italia settentrionale e in Toscana, realizzato con diversi ingredienti a seconda della zona d'origine. Si tratta di conserve di uno o più tipi di frutta trattata, a seconda delle ricette, con zucchero o miele, mosto o senape distintamente.

## Origine e diffusione
Il termine mostarda è spesso fonte di equivoci, in quanto talvolta utilizzato, per rimando al francese moutarde o all'inglese mustard, per definire il condimento più noto in italiano come senape. Nonostante l'etimologia italiana, probabilmente derivante dal termine latino mustum ardens (mosto "ardente" nel senso di "piccante"), si riferisca tanto alla presenza di mosto che di sostanze piccanti come la senape, nelle varie versioni di mostarde italiane spesso uno o l'altro ingrediente (o in alcuni casi addirittura entrambi) sono assenti.
L'uso del mosto cotto al fine di conservare la frutta esisteva già presso i Romani, usato in sostituzione o in combinazione con il miele. Non è invece attestato l'uso della senape a questo fine, sebbene l'ingrediente fosse usato dai Romani. La nascita della mostarda "senapata" (mustum ardens) sembrerebbe pertanto risalire al Medioevo o al Rinascimento, probabilmente opera degli speziali dell'epoca nell'area lombarda. Accanto alla "nuova" versione speziata, sarebbe poi continuata quella dolce, senza senape.
Menzione della mostarda di Carpi si trova nell'opera letteraria La secchia rapita del Tassoni (1621), che, nel descrivere i doni a un legato pontificio, menziona (XII, 38) «due cupelle di mostarda di Carpi isquisitissime». Peraltro già un secolo prima, nel 1522, il Berni alludeva alla mostarda nelle sue lettere facete. La diffusione di tale alimento nell'Italia settentrionale avvenne verso il Seicento; le testimonianze ne associano il consumo alle festività natalizie. La diffusione si ebbe nelle diverse città della pianura Padana: Vicenza, Voghera, Mantova e soprattutto Cremona, radicandosi in alcune ricette tradizionali.
In tempi più recenti si sono diffuse anche mostarde di verdure: zucca, peperoni, cipolline vengono canditi e senapati.

## Caratteristiche
Le mostarde di Cremona, Mantova e del Veneto sono spesso senapate e piccanti (a seconda della quantità di senape) ma prive di mosto, mentre quelle di Carpi, del Piemonte, e del sud Italia contengono mosto ma non senape. 
La mostarda romagnola, di frutta mista, è a base di mosto e può contenere senape oppure no. Altre, come la mostarda bolognese, non contengono mosto e l'aggiunta di senape è facoltativa a seconda dell'uso che se ne vuole fare. La mostarda romagnola e quella toscana sono descritte nel trattato La scienza in cucina e l'arte di mangiar bene di Pellegrino Artusi (1891).

## Uso
Tradizionalmente le mostarde piccanti vengono usate come accompagnamento al bollito misto, mentre in tempi più moderni si è diffuso l'abbinamento con i formaggi, in genere stagionati. Alcune varietà, come la mostarda cremonese, spesso sono scambiate per canditi di grosse dimensioni, ma in realtà sono un alimento di gusto molto deciso da abbinarsi con piatti salati.
Le mostarde dolci, invece, sono più spesso associate alla confettura di dolci.

## Tipi di mostarda

### Italia settentrionale
- mostarda bolognese, confettura di colore scuro e dal sapore asprigno a base di mele e pere cotogne, arancia e frutta mista, tipico ripieno delle raviole e della pinza. Esiste anche una versione leggermente senapata, usata per condire carni;
- mostarda dolce carpigiana, forse l'unica ad avere origini nobili invece che contadine, rientra nell'elenco dei prodotti tipici e tradizionali dell'Emilia-Romagna. Le ricette sono varie e comprendono o meno le diverse varietà di frutta. Quasi tutte impiegano mosto fermentato di uva rossa, mele dolci, pere, mele cotogne e buccia d'arancia[5].
- mostarda cremonese, una miscela di frutta candita e sciroppo con una percentuale di zucchero del 50-60%, con l'aggiunta di olio essenziale di senape. Usualmente si utilizzano ciliegie, pere, mele cotogne, mandarini, fichi, albicocche, pesche;
- mostarda romagnola, dolce oppure piccante; a base di mele cotogne e frutta mista;
- mostarda mantovana, con mele cotogne o mele campanine, eventualmente anche con pere, con i frutti tagliati a fettine sottili, rispetto alla Vicentina; è usata anche come ingrediente nei tortelli di zucca nelle zone del mantovano;[6]
- mostarda piemontese, o cognà. È una marmellata a base di mosto d'uva (barbera, uva fragola) cui si aggiungono in cottura: mele cotogne, pere madernassa, nocciole tostate. Viene usata per accompagnare le robiole e i formaggi stagionati in genere;
- mostarda biellese, viene fatta con sole mele, facendo sobbollire per lungo tempo il succo di diverse varietà, fino a raggiungere una consistenza simile al caramello e un colore nero. Ha un gusto di mele caramellate e una nota acida. Viene usata con le carni di maiale (paletta biellese), i formaggi stagionati e salati, per creare un contrasto dolce-salato.
- mostarda veneta, confettura di frutta nella cui preparazione oltre alla senape vengono usati vino e canditi. Tradizionalmente viene consumata con il mascarpone durante le feste invernali;
- mostarda vicentina, a base di polpa di mela cotogna, che si ottiene dalla cottura della polpa con zucchero al 50% in peso. Una volta raffreddata la confettura ottenuta, si aggiunge olio essenziale di senape. Si usa anche farla con le pere;
- mostarda di Voghera, miscela di frutta candita e sciroppo; il metodo era già diffuso tra i monaci prima del 1397 per conservare la frutta. In quell'anno infatti Gian Galeazzo Visconti scrisse una lettera al podestà di Voghera lodandone la bontà;

### Italia centrale
- mostarda toscana, a base di uva, mele, pere, vin santo e cedro candito, si accompagna a bolliti e arrosti[1];
- mostarda d'uva nera, antica ricetta toscana che si preparava all'inizio della vendemmia, a base di uva nera (vitigno Canaiolo) e cedro candito ha gli stessi usi della mostarda toscana[1].

### Italia meridionale
- mostarda calabrese, prodotta con mosto d'uva cotto, depurato con la cenere e impastato con farina e cioccolata;
- mostarda pugliese, dolce a base di uva che viene cotta e successivamente passata al setaccio per rimuovere i semi per poi ultimare la cottura.
- mostarda siciliana, dolce a base di mosto cotto impastato con farina di grano duro e aromi.
- mostarda marsicana, crema a base di mosto e pere (popolarmente viene chiamata semplicemente: mosto e pere).